# کوچیبا ماچییوشی
کوچیبا ماچییوشی (انگلیسی: Kuchiba Michiyoshi؛ ۱۵۱۳ – ۱۶ اوت ۱۵۸۲) سامورایی در دوره سنگوکو در ژاپن بود. او یکی از مهم‌ترین ملازمان خاندان موری بود.